# الکساندر (ایلینوی)
الکساندر، ایلینواز (به انگلیسی: Alexander, Illinois) یک منطقهٔ مسکونی در ایالات متحده آمریکا است که در ایلی‌نوی واقع شده‌است.

## خصوصیات
الکساندر ۲۰۰٫۸۷ متر بالاتر از سطح دریا واقع شده‌است.